# 田浦環
田浦 環（たうら たまき、1947年6月1日 - ）は、日本の女優、声優。長崎県出身。ぷろだくしょんバオバブ所属。

## 経歴
俳優座小劇場養成所出身。
以前はエー・アンド・イーに所属していた。

## 人物
声種はアルト。
声優としては、アニメ、吹き替えなどで活躍。
特技は小唄。趣味は読書、映画鑑賞、水泳。資格はホームヘルパー2級。

## 出演

### テレビアニメ
1973年
- バビル2世（ユキ）

1974年
- 魔女っ子メグちゃん（1974年 - 1975年）

1975年
- タイムボカン（人魚）
- 宇宙の騎士テッカマン（カレン）

2004年
- あたしンち（アナウンサー）

2008年
- イタズラなKiss（祖母）
- 名探偵コナン（2008年 - 2016年、ガイド、神辺の妻、宇野光江）

2012年
- 宇宙兄弟（オバー・スミス）

2016年
- パズドラクロス（シードニア）

2021年
- プラオレ!〜PRIDE OF ORANGE〜（林田昭穂）

### 吹き替え
- ジョーズ3
- パートリッジ・ファミリー（1972年、ローリー・パートリッジ）

### テレビドラマ
- パパと呼ばないで 第27話「男は度胸?」（1973年、NTV） - 病院受付

### ラジオ
- おとぎ部屋
- ラジオ図書館

### 舞台
- 不思議の国のアリス（アリス）
- プラザ・スウィート（カレン）
- ミュージカルショー 君よ知るや南の国（1975年5月31日 - 6月24日、日本劇場） - 果実売り 役